# Hatheburg von Merseburg
Hatheburg, urkundlich auch Hatheburch genannt, (* 876 in Altenburg (Vorstadt), dem ältesten Stadtteil von Merseburg; † an einem 21. Juni nach 909) war die erste Frau des späteren ostfränkischen Königs Heinrich I. und nach der Scheidung von ihm Äbtissin eines Klosters.

## Herkunft
Hatheburg war die Tochter des im Hassegau und im Gau Friesenfeld reich begüterten Erwin von Merseburg. Dessen Ehefrau hatte eine Schwester Hildegard, die Gemahlin Thietmars, Erzieher und Ratgeber Heinrichs I. Nach dem Tod Erwins war Thietmar der nächste männliche Familienangehörige Hatheburgs.

## Leben
Hatheburg heiratete um 890 ein erstes Mal einen in den Quellen nicht benannten Mann, verwitwete allerdings bald und trat in ein Nonnenkloster ein.
Als Erbin der Hälfte des für damalige Verhältnisse recht großen Besitzes ihres Vaters wurde sie für die Expansionspolitik der Liudolfinger interessant, die ihren Einflussbereich möglichst weit nach Osten auszudehnen suchten. Auch Thietmar könnte ein Interesse daran gehabt haben, die Besitzungen Hatheburgs für sich und seine Familie nutzbar zu machen. Jedenfalls warb sein Schützling, der spätere König Heinrich, bei der Rückkehr von einem erfolglosen Feldzug gegen die Daleminzier (spätestens im Frühjahr 906) um die Witwe, welche diese Gelegenheit nutzte, sich vom Schleier wieder zu trennen. 
Durch die Heirat kam Heinrich in den Besitz der wichtigen, ganz im Osten des damaligen fränkischen Reiches gelegenen ehemaligen Erwinschen Güter. Die Reaktion der Kirche ließ nicht lange auf sich warten. Bischof Sigimund von Halberstadt bezeichnete die Ehe als rechtswidrig vollzogen. Die Kirche sei weder darum gebeten worden, die Nonnengelübde Hatheburgs zu lösen, noch den Dispens davon zu erteilen. Aus diesem Grunde untersagte der Bischof Heinrich und Hatheburg die eheliche Gemeinschaft und drohte bei deren Fortführung mit dem Kirchenbann. Hintergrund war, auf diese Art und Weise doch noch an die reichen Güter der ehemaligen Nonne zu gelangen. 
In dieser Situation brachte Hatheburg vermutlich noch 906 einen Sohn Thankmar (nach dem Bruder Heinrichs benannt) zur Welt.
Am 5. Oktober 908 wurde in Trebur das Kompensationsgeschäft über die Güter der Hatheburg zwischen Heinrichs Vater Otto dem Erlauchten und dem für Merseburg zuständigen Erzbischof Hatto I. beurkundet. Herzog Otto verzichtete hierbei darauf, seine Funktion als Laienabt des wichtigen Klosters Hersfeld weiter zu vererben. Die Kirche bestritt dafür im Gegenzug nicht mehr die Legitimität der Ehe von Heinrich und Hatheburg, was einen Verzicht auf Erwins Güter bedeutete. Vermutlich wurde aber auch die stillschweigende Trennung von Heinrich und Hatheburg beschlossen, denn schon 909 musste Hatheburg erneut den Schleier nehmen – diesmal als Äbtissin. Dennoch verblieben ihre Güter bei den Liudolfingern. Heinrich verheiratete sich mit der damals etwa 14-jährigen Immedingerin Mathilde, einer Tochter des Grafen Dietrich, der von Widukind abstammen soll. Mathilde wurde im Kloster Herford erzogen. Ihre gleichnamige Großmutter war dort Äbtissin, welche auch die Erlaubnis zu dieser Ehe gab. Somit erhielten die Liudolfinger diesmal den nötigen Dispens für ihre expansiven Heiratspläne, welche sich nun dem Westen des Herzogtums Sachsens zuwandten. 
Das Überschreiten des Raumes Merseburg in Richtung Osten war nur noch mit Waffengewalt möglich – was dann auch ab 928/929 mit der Eroberung sorbischen Landes durch Heinrich I. sukzessive erfolgte. Hatheburg verschwand in einem Kloster und aus den historischen Quellen. In den offiziellen Annalen wurde sie ohnehin nie erwähnt. Sie starb irgendwo an einem 21. Juni irgendwann nach 909.

## Nachkommen
Ihr Sohn Thankmar erhielt zu keiner Zeit sein mütterliches Erbe – weder nach dem Tode Heinrich I. 936 noch nach dem Tode Siegfrieds von Merseburg 937, was ihn zu einem Aufstand gegen seinen jüngeren Halbbruder Otto I. reizte, an dessen Ende er am 28. Juli 938 auf der Eresburg getötet wurde. Thankmar hinterließ keine bekannten Nachkommen.

## Nachwirkung
Aus der Burgsiedlung Altenburg und den umfangreichen Gütern Erwins, welche über Hatheburg an die Liudolfinger fielen, entstand ein umfangreiches, mit einer Mauer umwehrtes Königsgut um Merseburg. Auf dem Domhügel wurde eine Königspfalz, an der Saale eine Königsmühle errichtet. Bei dieser Pfalz baute man mit der Johanniskirche die zweite Kirche Merseburgs neben der sicherlich schon fränkischen Peterskirche. Die „Merseburger Schar“ (legio Mesaburiorum) diente als Grenzwacht gegen die Sorben und Ungarn. 932 gab es einen comitatus (Hof) Merseburg, als die Burgsiedlung ihre Funktion als Ostgrenze des Reiches eingebüßt hatte. Für 933 belegt die Bezeichnung palatium die Königspfalz in Merseburg, welches 968 sogar zum Bischofssitz und Markgrafensitz mit Münzstätte erhoben wurde.